# Villa Redentore
La villa Redentore, già Ghisalberti Nocca, è una villa posta nel centro abitato di Vigarolo, nel territorio comunale di Borghetto Lodigiano.

## Storia
La villa fu fatta costruire a metà Ottocento dal nobile Flaminio Ghisalberti all'architetto neoclassico Afrodisio Truzzi.
A metà del secolo successivo divenne proprietà della famiglia Nocca.
Nel 1949 divenne proprietà di un ente ecclesiastico, e venne ribattezzata "villa Redentore". Nel 1958 le nuove esigenze d'uso ne resero necessaria una radicale modifica edilizia, con l'aggiunta di un terzo piano ai due esistenti, la copertura della corte interna con una tettoia metallica e lo stravolgimento degli ambienti interni.
Dal 1979 il complesso divenne proprietà del Comune di Sant'Angelo Lodigiano, senza tuttavia trovare una destinazione d'uso adeguata; si trova da molti anni in stato di abbandono, in pessimo stato di conservazione.

## Caratteristiche
La villa, in stile neoclassico, è posta al limite meridionale del centro abitato di Vigarolo.
Essa è costituita da un lungo corpo di fabbrica principale, disposto in direzione nord-sud, la cui facciata orientale costituisce il fondale prospettico della strada che proviene da Borghetto; il corpo di fabbrica termina a nord con una cappella gentilizia.
Al corpo principale si innestano verso l'interno due ali trasversali, dirette verso ovest, che inquadrano un cortile aperto sul giardino all'inglese.
In origine la villa aveva due piani, con una sequenza di finestre inquadrate nella parte centrale da un ordine gigante di colonne; con l'aggiunta di un terzo piano tali colonne furono raccordate superiormente da arcate a tutto sesto, ottenendo un disegno molto infelice che snatura completamente le proporzioni originarie.
Gli interni, in origine decorati da affreschi neoclassici, furono quasi completamente trasformati e sono oggi in pessimo stato di conservazione, così come l'intero complesso.